# موسى بندلتون
موسى بندلتون (بالإنجليزية: Moses Pendleton)‏ هو مصمم رقص أمريكي، ولد في 28 مارس 1949 في ليندونفيل في الولايات المتحدة.